# Charcuteri
Charcuteri (fra fransk chair cuite "forarbejdet kød") er kødvarer (oprindeligt især svinekød), der er forædlet eller forarbejdet til pålæg ved røgning, saltning eller marinering.
Charcuteri er også betegnelsen for fremstilling af pålæg, der er et speciale inden for slagteri/madlavning.
Et charcuteri er en pålægsforretning, der udover kødpålæg sælger ost, salater og konserves.